# Mansidão (virtude)

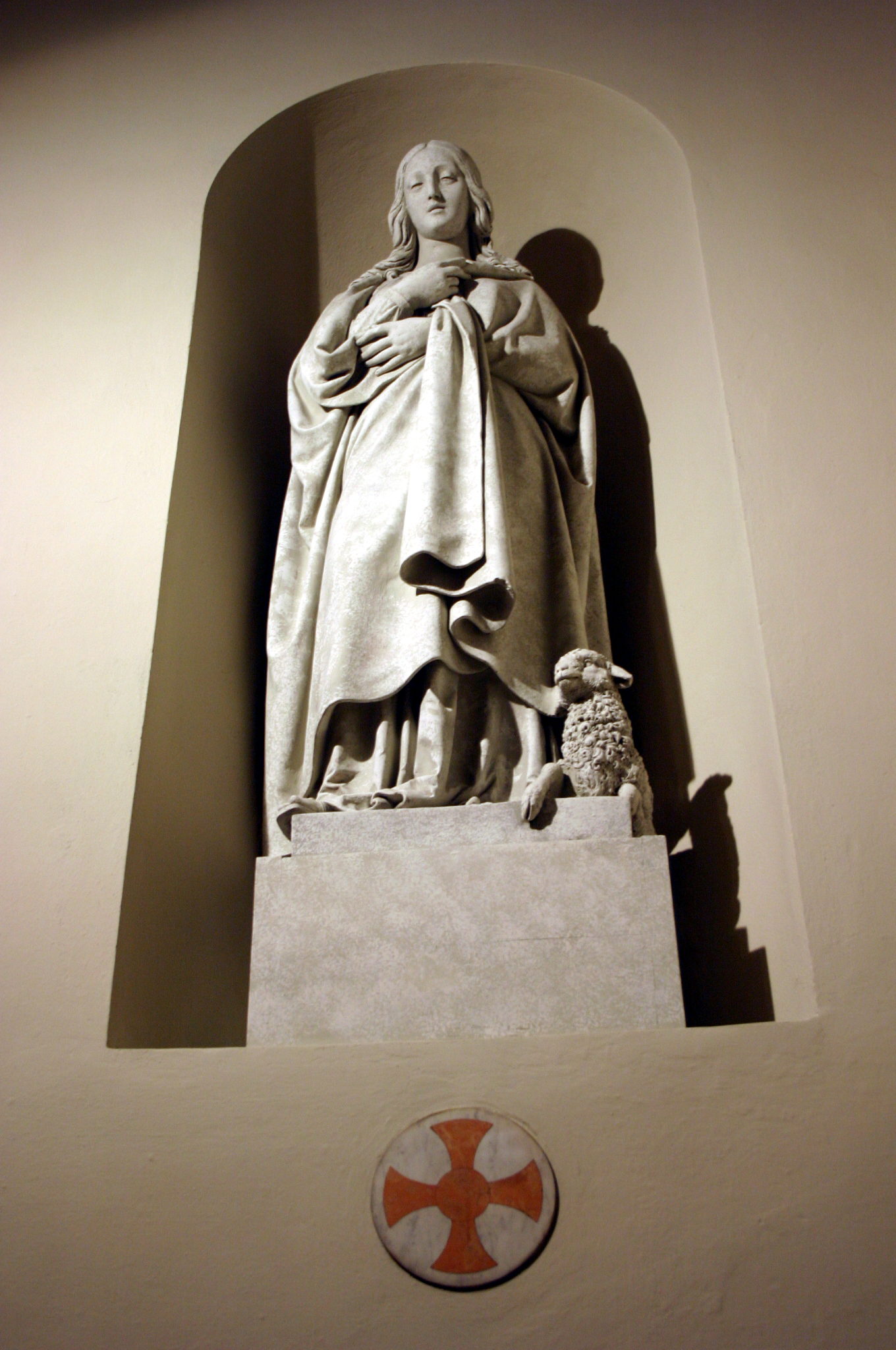
Alegoria da mansidão. Milão, igreja de San Carlo al Corso.

A mansidão é um atributo da natureza e comportamento humanos que foi definido como um amálgama de retidão, humildade interior e paciência. 
A mansidão tem sido contrastada apenas com a humildade, visto que a humildade simplesmente se refere a uma atitude em relação a si mesmo - uma restrição do próprio poder  de modo a permitir espaço para os outros - enquanto a mansidão se refere ao tratamento dos outros.  

## Cristandade
- Enquanto Jesus estava sendo crucificado, Ele orou por aqueles que estavam no processo de executá-lo, dizendo: “Pai, perdoa-lhes, porque não sabem o que fazem”. Lucas 23:34 [5]
- O Apóstolo Paulo deu um exemplo de comportamento manso ao escrever a Timóteo: “O servo do Senhor deve ser manso, apto para ensinar, paciente, instruindo com mansidão os que se opõem a si mesmos”. ( 2 Tim. 2, 24-25)
- Sir Thomas Browne explicou: "A mansidão leva os ferimentos como pílulas, não mastigando, mas engolindo-os." Isso indica que a mansidão permite que uma pessoa ignore ou perdoe insultos ou ofensas percebidos. [6]
- A mansidão aparece nas bem-aventuranças, e assim foi ligada à clássica virtude da magnanimidade por Tomás de Aquino. [7]
- John Stott afirmou que "A mansidão é o meio-termo entre estar muito zangado e nunca ficar zangado. Não é sinônimo de fraqueza... é a gentileza do forte, cuja força está sob controle." [8]

## Outras tradições
- O budismo, como o cristianismo, valoriza fortemente a mansidão [9] - o próprio Buda (em uma vida anterior) aparecendo como o "Pregador da Mansidão" que pacientemente teve seus membros decepados por um rei ciumento sem reclamar. [10]
- O taoísmo valorizava as qualidades de submissão e não contenção. [11]
- Livro de Números capítulo 12 versículo 3: "Ora, o homem Moisés era muito manso, mais do que todos os homens que havia sobre a face da terra."
- No Islã, faqr, às vezes traduzido como " pobreza ", é uma das atitudes centrais em um Faquir. Era também um dos atributos do Profeta. Ele disse "faqr é meu orgulho". No sentido espiritual, faqr é definido como a ausência de desejo por riqueza, reconhecimento ou pelas bênçãos do outro mundo. Um dos aspectos de quem incorporou a verdadeira essência do faqr é que o místico nunca pedirá nada a ninguém. [12] A razão para isso é que alguém peça a outra pessoa qualquer coisa que ela esteja contando com um ser criado. Receber algo desse mesmo ser produziria gratidão no coração que seria voltada para o doador, não para Deus. [13]

## Análogos de animais
- A palavra grega clássica usada para traduzir mansidão era para um cavalo domado e domado. [14]
- O búfalo foi para os budistas uma lição de mansidão. [15]

## Exemplos literários
- A mansidão é usada para caracterizar a natureza de Tess em Tess of the D'Urbervilles. [16]

## Crítica
- Beethoven rejeitou a mansidão e a igualdade em favor do elitismo cultural: “O poder é o princípio moral de quem supera os outros”. [17]
- Nietzsche rejeitou a mansidão como parte de uma revolta parasitária do inferior contra o elevado, o viril e o elevado. [18]